# Bodio Lomnago
Bodio Lomnago (lombardul: Boeusc Lomnagh) település Olaszországban, Varese megyében. Lakosainak száma 2244 fő (2023. január 1.). Bodio Lomnago Casale Litta, Cazzago Brabbia, Daverio, Galliate Lombardo, Inarzo és Varese községekkel határos.

## Népesség
A település népességének változása:
| Lakosok száma | 2184 | 2210 | 2244 |
|               | 2017 | 2018 | 2023 |